# Лориц, Ганс
Ганс Лориц (нем. Hans Loritz; 21 декабря 1895, Аугсбург, Германская империя — 31 января 1946, Ноймюнстер, Британская зона оккупации Германии) — оберфюрер СС, комендант концлагерей Заксенхаузен, Эстервеген и Дахау.

## Биография
Ганс Лориц родился 21 декабря 1895 года в семье полицейского. После окончания народной школы учился на помощника пекаря и работал подмастерьем в Инсбруке, Вене, Будапеште и Берлине.
Осенью 1914 года записался добровольцем в 3-й королевский баварский пехотный полк и принял участие в Первой мировой войне. В 1917 году получил звание унтер-офицера. Лориц был несколько раз ранен и в 1917 году присоединился к ВВС и стал воздушным стрелком. В июле 1918 года он был сбит над Францией и попал в плен, из которого был освобождён в феврале 1920 года.
Вернувшись в Аугсбург, Лориц, как и его отец, в 1921 году поступил на работу в городскую полицию и в 1925 году поступил в группу мотоциклистов. В 1927 году он был уволен, потому что он оказал давление на жертву аварии, заставив её дать ложные показания. Впоследствии работал кассиром на городском газовом заводе. Лориц впервые женился уже в 1922 году, и через год у него родился сын. Брак был расторгнут в 1935 году. Второй раз он женился в 1936 году, в том же году у него родился сын от другой женщины.
Лориц считался «старым бойцом» национал-социалистического движения. 1 сентября 1930 году вступил в НСДАП (билет № 298668) и СС (№ 4165). В 1931 году принял командование ротой СС 1/II/29, которая стала батальоном СС. С апреля по декабрь 1933 года был пограничным комиссаром на южнобаварской границе. После прихода к власти национал-социалистов город Аугсбург предоставил ему отпуск за работу в СС в качестве государственного служащего, что обеспечило ему право на пенсию. Из-за спора с одним из офицеров СА Лориц был переведён в Дахау, где возглавил вспомогательную организацию СС, в которую входили австрийские эсэсовцы. В это время он познакомился со своим покровителем Теодором Эйке, комендантом концентрационного лагеря Дахау, которому предстояло реорганизовать и централизовать систему концентрационных лагерей в качестве главы инспекции концлагерей. В начале 1934 года Лориц обратился в личном письме к рейхсфюреру СС Генриху Гиммлеру с просьбой о переводе его в «концентрационный лагерь от господина оберфюрера Эйке», на что получил первоначальный отказ
В июле 1934 года стал комендантом концлагеря Эстервеген, подчинённого инспекции концлагерей. Он ужесточил лагерные правила, лично допрашивал заключённых и приказывал применять пытки. 15 сентября 1935 году получил звание оберфюрера СС, которое так и осталось его высшим званием. После закрытия лагеря Эстервеген Лориц в апреле 1936 года стал комендантом лагеря и начальником гарнизона СС в Дахау. Там он призывал своих подчинённых быть «жёсткими» с заключёнными и закрепил в лагерных правилах такие жестокие наказания, как «подвешивание на кольях».
Его склонность к самообогащению и коррупции уже привела его к неприятностям с управлением СС в Дахау. Среди прочего, он заставил заключённых без разрешения построить игровой парк, а также использовал свою собственную команду лагерников для строительства частной виллы в Санкт-Гильгене на Вольфгангзе. В июле 1939 года Лориц против своей воли был переведён в Грац на должность начальника абшнита СС и сразу же стал добиваться возвращения в концлагерь. В декабре 1939 года принял на себя руководство концлагерем Заксенхаузен на временной основе, а в марте 1940 года стал постоянным комендантом лагеря. Здесь Лориц способствовал эскалации нацистского террора и принимал участие в акциях массовых убийств. Лориц вмешался в отбор непригодных к работе заключённых, которые были убиты в центре эвтаназии Зонненштайн в июне 1941 года. Он приказал построить в промышленном дворе расстрельный окоп, а также установку для убийства более 10 000 советских военнопленных.
В Заксенхаузене Лориц обогатился ещё больше. В мастерских для заключённых он использовал целые отряды в личных целях. В 1942 году против него было начато расследование в связи с обвинениями в коррупции. Хотя официально это решение было отменено как неубедительное, Лориц потерял должность коменданта концлагеря.
В начале сентября 1942 года Лориц был переведён в Норвегию, где его назначили инспектором при высшем руководителе СС и полиции «Север». Как «специалист в этой области», он отвечал за все норвежские лагеря в юрисдикции СС. В центрах содержания норвежских партизан почти две трети заключённых умерли от жестоких условий до марта 1943 года. После ликвидации лагерной системы СС Лориц организовал охрану норвежских заводов от актов саботажа.
Перед окончанием войны Лориц в апреле 1945 года бежал с фальшивыми документами в Швецию. После ареста он был переведён в Германию, где был интернирован британскими оккупационными войсками и в итоге опознан. Из-за убийства советских военнопленных ему угрожала передача СССР. 31 января 1946 года покончил жизнь самоубийством в британском лагере для интернированных Гаделанд близ Ноймюнстера.